# حوة ثنائية التفرع
حوة ثنائية التفرع (الاسم العلمي:Launaea polydichotoma) هي نوع من النباتات تتبع جنس الحوة من الفصيلة النجمية.